# Elaeocarpus simaluensis
Elaeocarpus simaluensis é uma espécie de angiospérmica da família Elaeocarpaceae.
Apenas pode ser encontrada no seguinte país: Indonésia.